# Вільхівці (Коломийський район)
Вільхі́вці — село в Україні, у Чернелицькій селищній громаді Коломийського району Івано-Франківської області.

## Назва
Івано-Франківська обласна Рада народних депутатів рішенням від 25 грудня 1992 року уточнила назву села Вільховець на Вільхівці.

## Географічні дані
Вільхівці (давня назва Вільховець) – село в Коломийському районі Івано-Франківської області, належить до Чернелицької територіальної громади. 
Розташоване на берегах правої притоки Дністра — річки Потоку, за 20 кілометрів від Городенки і залізничної станції, у межах історико-географічного та етнографічного регіону Покуття. Межує на півночі з Чернелицею, на північному заході – з Кунисівцями, на заході – з Корневом, на півдні – з Олієво-Королівкою.  Площа населеного пункту 324,2 га, населення 628 мешканців.
Дорога від села до Дністра проходить мальовничими лугами над річкою з каскадом Вільховецьких водоспадів (1,5 — 2,5 м).
Через село проходить автошлях С090407 Вікно-Хмелева.

## Історія
Перша письмова згадка про Вільхівці належить до 1447 року, в актах Галицького земського суду Галицької землі Руського воєводства за 1 травня 1447 року назване село Вільхівці – в латино-польській транскрипції «Ольховец» («Olchowecz»).

Давньоруські часи
Первісне поселення – луги в каньйоні, який іде до Дністра. Археологічні розкопки, які проводились в околицях, виявили вироби з кремнію, що засвідчує життя тут із середнєкам’яного віку – від 150 до 40 тисяч років, відкрито сліди трипільських поселень.
Річка, яка в ті часи мала назву Глибока, крутила жорна дев’яти млинів, активно розвивались каменеломні, славились місцеві каменярі, які виготовляли, зокрема, камінні ночви та хрести.
Недалеко від села, на березі Дністра, є карстова печера, яка має назву Скеля монаха. На місці первісного розміщення села і першої в ньому церкви зберігся хрест у лузі над річкою.
Територією проходили козаки Богдана Хмельницького, коли брали в облогу Раковецький замок (1657 р.), опришки Олекси Довбуша. В Романівці є скеля, на якій проглядається відбиток стопи – її називають Скала Довбуша.

Польський період
Вільхівці в цей період опинилися в руках польського дідича Яна Крешуновича. 
Навчання в школі велося переважно польськими вчителями польською мовою.
У 20-х роках минулого століття на полі за Вільхівцями шляхтою була утворена колонія. Проіснувала до кінця 90-х.

У складі імперії Габсбурґів
Від 1772 року Вільхівці належали до Заліщицької провінції, дідич – Кшечанович.
У 1831-32 роках село пережило епідемію холери, рештки поховання залишилися на Кривцеві.
У 1848 році на честь скасування панщини встановлено хрест, тепер він - на розі вулиць на церковному подвір'ї.
1909 року у Вільхівцях засновано філію Товариства «Просвіта» і його читальню. На провідну неділю 1912 року в селі побував Василь Стефаник, який тоді на виборах до Віденського парламенту був кандидатом на посла.

Перша світова війна
Через Вільхівці пролягала лінія фронту, пагорбом від Дубок до Кривцевої були австрійські окопи, людей евакуювали до Тишковець та інших сіл. 4 червня 1916 року російська армія розпочала Брусиловський прорив, околиці Вільхівців стали полем жорстокої битви. Після війни під опікою Червоного Хреста останки полеглих захоронені на старому цвинтарі.
У легіоні Українських Січових Стрільців воювали вихідці села, старшиною у цісарському війську служив Михайло Сагалюк.

Між війнами
У 30-роках громада Вільхівців розпочала будівництво Народного Дому-читальні.
На цей період припадає активна діяльність одного з найвизначніших вихідців села Михайла Прокіпчука. Він першим здобув вищу освіту, закінчивши математично-природничий факультет університету Яна-Казимира у Львові, активно долучився до суспільно-політичних процесів, які в часі чергової полонізації тільки наростали, на ціле десятиліття став лідером національного руху на Городенківщині. В 1927 році був членом ліворадикального Українського селянсько-робітничого соціалістичного об’єднання – «Сельроб». У 1929 році визначив як головну протидію полонізаційному режиму організацію приватних шкіл, співочих і танцювальних колективів, хорових і драматичних гуртків, його організаційно-педагогічне подвижництво охоплювало села від Городенківщини до Обертина, найтривкішу приватну школу заклав у Рашкові, згуртувавши довкола себе прогресивну молодь. У результаті Михайло Прокіпчук став організатором на теренах Городенківщини широкого молодіжного руху відомого як «Луг», що був спадкоємцем козацької «Січі», ідейно в’язав себе з визвольними традиціями українського козацтва і в умовах іноземної окупації знайшов таку форму легального існування. На початку 40-х років слід цього видатного діяча пропав. 

Друга світова війна
У 1942 році з Вільхівців насильно були вивезені на роботу до Німеччини 11 осіб. Це були неодружені чоловіки і жінки віком 19-22 роки, залишалися там до закінчення війни.
Близько трьох десятків чоловіків мобілізовано на фронт, більшість призвана в передостанній рік війни і потрапила під Кенігсберг, де точились особливо жорстокі бої. Третина з війни не повернулась.
Восени 1944 року була проведена мобілізація сільської молоді до УПА. У січні 1945 року розрахунок Василя Чорнопиского, до якого входили Степан Сагалюк, Михайло Демашок, брав участь в операціях у Карпатах, тоді було знищено полк каральних військ НКВД разом з командиром дивізії, героєм Союзу Дергачовим.
У цей період село опинилося в межах фронту, що пролягав вздовж ріки Дністер, його мешканців було евакуйовано в сусідню Буковину, зокрема в село Кадубівці.
Виходець з села Василь Кузьмин, який підчас німецької окупації організував у селі Юнацтво ОУН, а в підпіллі став надрайонним керівником з національно-просвітницької роботи, пішов на співпрацю з НКВД. Жертвами зради стали сотні краян, які опинилися в сибірських каторгах, а також були знищені, а чи прийняли смерть у криївках.
Тривалі тюремні строки в радянських таборах відбули провідні учасники підпілля Іван Розумний, Іван Пеців, Дмитро Приймак, Іван Сливка.

Післявоєнний період
У 1947 році в селі розпочалась організація колгоспу, на початок 1949-го подано 269 заяв.
У 1962 році проведено лінію електропередач, село було електрифіковане.
У 1979 році стараннями ініціативної групи, яку очолив громадський активіст, енергетик колгоспу Дмитро Родим’юк, побудовано типове приміщення восьмирічної школи. До цього часу школа у Вільхівцях була початковою, після четвертого класу учні продовжували навчання в Корнівській.
За колгоспний кошт було зведено приміщення Будинку культури, а за державний – сільської ради і пошти.
У 1994 році заасфальтовано дорогу між Вільхівцями і Олієво-Королівкою.
У 1995 році село газифіковано, великою мірою завдяки старанню вихідця з села І.А.Прокіпчука, який працював керівником будівництва трансконтинентального газопроводу «Уренгой-Помари-Ужгород».
З середини 60-х років колгосп мав назву «Радянське Прикарпаття», об’єднував Корнів і Вільхівці, головами були А.К.Кацук, А.Ф.Бевзюк, В.І.Скиба, вихідці з села очолили господарство лише з приходом України.
У 80-их роках відбулося укрупнення, Вільхівці ввійшли до складу одного з найбільших господарств району з центром у Чернелиці, колгоспу мільйонера, який спеціалізувався на виробництві овочів і вівчарстві, мав в обробітку понад 5 тисяч гектарів землі. Заступником голови працював І.В.Приймак, випускник сільськогосподарського інституту, дипломований інженер.   

## Економіка, торгівля
3 березня 2000 року на місці невеликого фермерського господарства, правонаступника колишнього колгоспу з борговими зобов’язаннями в 2 мільйони гривень, досвідчений уже на той час управлінець Іван Приймак створив у Вільхівцях приватне підприємство нового, європейського типу. Виробництво організовано за сучасними технологіями із застосуванням найновітнішої техніки світових зразків.
У 2012 році ППА «Вільхівці» придбало приміщення колишнього Городенківського хлібоприймального підприємства, морально і фізично застарілого. На його місці зведено супер сучасне елеваторне господарство, що за технічними і виробничими характеристиками позиціонується як номер один у Західній Україні.
У селі завершується будівництво сучасного сервісного центру.
Збудовано футбольний стадіон з критими трибунами, з ложе преси і коментаторськими стійками, роздягальнями для спортсменів, нічним освітленням, поливом для газону, стадіон придатний для проведення поєдинків команд Першої футбольної ліги України. Домашні матчі на стадіоні «Чайка» проводить ФК «Вільхівці», чемпіон Івано-Франківської області сезону 2022/23.
Іван Приймак - меценат, опікується духовними святинями, активно інвестує в обороноздатність Збройних Сил, підтримує талановиті починання в літературі, культурі, спорті, мистецтві.

## Населення

### Мова
Розподіл населення за рідною мовою за даними перепису 2001 року:
| Мова       | Кількість | Відсоток |
| ---------- | --------- | -------- |
| українська | 626       | 99.68%   |
| російська  | 2         | 0.32%    |
| Усього     | 628       | 100%     |

## Пам'ятники
Символічна могила Українським січовим стрільцям
Пам'ятник загиблим у Другій світовій війні.

## Релігія
На рубежі XVIII-ХІХ століть у селі була збудована дерев’яна церква з ялини на дубових підвалинах, із залізним хрестом, покрита гонтами, стояла трохи нижче теперішнього Будинку культури.
У церковному інвентарі громади 1837 року село було окремою парафією з священиком о. Антоном Яремецьким.
За даними шематизму за 1841 рік, вільхівська громада прилучена до Корнева, числила 687 осіб, парохом був о. Йоган Вагилевич, учасник львівського гурту будителів українців, звісний в історії як «Руська трійця», брав участь у складанні «Русалки Дністрової» (1836 р.) – першої книжки українською народною мовою.
З 1906 до 1939 року в церкві правив о. Іван Пісецький, священик УГКЦ, громадський і політичний діяч, голова Городенківської повітової Української Національної Ради.

## Пам'ятки
У селі є Церква святого Микити (кам'яна), споруджена в 1887 р. Пам'ятка місцевого значення № 691. Належить до УПЦ КП. Настоятель митрофорний протоієрей о. Іван Бурак, нагороджений орденом Святого Володимира ІІІ ступеня, в церкві святого Микити править 34 роки.
У селі збудовано каплиці Івана Златоустого, Святого Володимира, Вознесіння Христового, Статуї Господа Ісуса Христа, Божої Матері, Христа Спасителя.

## Відомі люди

#### Народилися
- ·      Чорнопиский Михайло Гнатович (нар. 1934) — український фольклорист, доцент кафедри фольклористики Львівського національного університету імені Івана Франка, автор історико-етнографічного і етнокультурологічного нарису «Село Вільхівці на Покутті біля Чернелиці».
- ·       Кубійович Тарас Степанович (1970—2020) — молодший сержант ЗС України, учасник російсько-української війни.
- ·      Приймак Іван Васильович (10.06.1959) – сільськогосподарський підприємець та промисловець, власник ППА «Вільхівці», Заслужений працівник сільського господарства України, депутат Івано-Франківської обласної ради двох скликань, президент футбольного клубу «Вільхівці».
- ·      Прокіпчук Михайло Іванович (12.11.1901 - невідомо), політичний діяч, лідер національного руху, голова Проводу Лугу Городенківщини, організатор приватної школи в Рашкові.
- ·      Прокіпчук Іван Андрійович (08.04.1933 – 14.01.1998), керівник будівництва трансконтинентального газопроводу «Уренгой-Помари-Ужгород» у Західній Україні, домігся зміни маршруту з тим, щоб магістраль пролягла поблизу рідного села, в 1993 році було здійснено врізку, газ отримали Вільхівці і довколишні села.
- ·      Вербіцький Іван Володимирович (12.04.1953) – оператор запуску космічних кораблів на космодромі Байконур, інженер-конструктор ракети «Буран», Заслужений випробувач космічної техніки.
- ·      Приймак Володимир Іванович (01.01.1955) – перший редактор газети «Край», генеральний директор ОДТРК «Карпати», лауреат Національної журналістської премії «Золоте перо», Заслужений журналіст України, автор книг «Сліди на росі», «Апостоли правди», «Дорогою до білих журавлів».
- ·      Романів Петро Іванович (13.01.1951) – директор Івано-Франківської філії ВАТ «Укртелеком», член-кореспондент Академії зв’язку України імені О.С.Попова, почесний зв’язківець України, був обраний депутатом Івано-Франківської обласної ради.
- ·      Роїк Іванна Михайлівна (09.07.1985) – викладач інституту сучасної німецької літератури та історії (м. Франкфурт-на-Майні, Німеччина), доктор наук, член ПЕН клубу, Спілки молодих науковців-германістів університету Й.Гете і федеральної землі Гессен.
- ·      Чорнописький Антон Михайлович (21.02.1941 – 2000) – учитель української мови і літератури Вільхівської школи, поет, автор поезій про рідне село і його дивовижну природу.
- ·      Чорнописький Іван Макарович (14.03.1960) – український альпініст, 9 серпня 1993 року виніс перший український прапор на одну з найвищих вершин планети – пік Хан Тенгрі (7010 м), автор книги «Через Карпати на штурм Хан Тенгрі».
- ·      Бойчук Михайло Дмитрович (28.11.1938 – 2015) – учитель музики Городенківської дитячої музичної школи, майстер з виготовлення скрипок, багатолітній керівник хору Городенківського районного Товариства «Просвіта».
- ·      Костик Ярослава Несторівна (30.03.1965) – художниця, працює в стилі графіки, з благословення Церкви займається сакральним мистецтвом, реставрує храми, її кісті належить образ Рівноапостольного князя Володимира в каплиці у Вільхівцях.
- ·      Прокіпчук Михайло Іванович (31.09.1996) – гравець футбольного клубу «Вільхівці», капітан команди. З 2022 року виступає у футбольній любительській лізі в Англії.